# WTA Christchurch 1978
Il WTA Christchurch 1978 è stato un torneo di tennis giocato sull'erba. È stata la 3ª edizione del torneo, che fa parte del WTA Tour 1978. Si è giocato a Christchurch in Nuova Zelanda, dal 20 al 26 novembre 1978.

## Campionesse

### Singolare
Regina Maršíková ha battuto in finale  Sylvia Hanika con il punteggio di 6–2, 6–1

### Doppio
Lesley Hunt /  Sharon Walsh hanno battuto in finale  Katja Ebbinghaus /  Sylvia Hanika con il punteggio di 6–1, 7–5